# Unione Sportiva Pro Vercelli 1922-1923
Questa pagina raccoglie i dati riguardanti l'Unione Sportiva Pro Vercelli nelle competizioni ufficiali della stagione 1922-1923.

## Stagione
Il campionato cominciò male per la Pro Vercelli, che nelle prime sette partite ottenne tre vittorie, un pareggio e tre sconfitte, trovandosi a dover rincorrere il Torino, il Pisa e la sorprendente capolista Sampierdarenese. Nelle ultime quattro giornate del girone di andata i leoni bianchi ottennero tre vittorie e un pareggio, arrivando al giro di boa in quarta posizione, staccati di cinque punti dalla capolista Sampierdarenese.
Nel girone di ritorno, tuttavia, i vercellesi vinsero tutte le undici partite, compiendo una esaltante rimonta, complici anche i numerosi passi falsi in trasferta della capolista. Agganciata in vetta la Sampierdarenese, la Pro Vercelli la sconfisse nello scontro diretto alla diciottesima giornata, conquistando la vetta solitaria e mantenendola fino alla fine. I leoni bianchi vinsero il girone, staccando di quattro lunghezze il Torino e di otto la Sampierdarenese, qualificandosi alle finali della Lega Nord.
Nelle prime due partite del girone finale, tuttavia, la Pro Vercelli ottenne solo un pari interno contro il Genoa e uscì sconfitta dalla trasferta di Padova, compromettendo le proprie possibilità di confermarsi Campione d'Italia e rendendo la sfida di Marassi alla prima giornata di ritorno una sorta di ultima spiaggia. Il Genoa riuscì a imporsi per 1-0 nella partita di ritorno con i vercellesi, estromettendoli dalla lotta per il titolo. La Pro riuscì comunque a sorpassare in classifica il Padova, battendolo all'ultima giornata e chiudendo al secondo posto. La classifica del girone finale fu la seguente: Genoa 7; Pro Vercelli 3; Padova 2.

## Rosa
| N. |                   | Ruolo | Calciatore       |
| -- | ----------------- | ----- | ---------------- |
|    | Italia (bandiera) | P     | Mario Curti      |
|    | Italia (bandiera) | P     | Perino           |
|    | Italia (bandiera) | D     | Piero Bossola    |
|    | Italia (bandiera) | D     | De Bianchi       |
|    | Italia (bandiera) | D     | Romussi          |
|    | Italia (bandiera) | D     | Virginio Rosetta |
|    | Italia (bandiera) | D     | Mario Zanello    |
|    | Italia (bandiera) | C     | Mario Ardissone  |

| N. |                   | Ruolo | Calciatore         |
| -- | ----------------- | ----- | ------------------ |
|    | Italia (bandiera) | C     | Ugo Ceria          |
|    | Italia (bandiera) | C     | Lavarino           |
|    | Italia (bandiera) | C     | Remigio Milano     |
|    | Italia (bandiera) | C     | Giuseppe Parodi    |
|    | Italia (bandiera) | C     | Antonio Perino     |
|    | Italia (bandiera) | A     | Francesco Borello  |
|    | Italia (bandiera) | A     | Gustavo Gay        |
|    | Italia (bandiera) | A     | Alessandro Rampini |

## Risultati

### Prima Divisione

#### Girone A

##### Girone di andata
| Arbitro: | Venegoni (Legnano) |

|                             |           |  |
| Martin III 15’ Mosso IV 25’ | Marcatori |  |

| Arbitro: | Fries (Milano) |

|                            |           |  |
| Ceria 38’, 55’ Zanello 87’ | Marcatori |  |

| Arbitro: | Vagge (Genova) |

|                              |           |                |
| Colombari 7’ Corsetti II 70’ | Marcatori | 24’ Rampini II |

| Arbitro: | Venegoni (Legnano) |

|             |           |  |
| Borello 68’ | Marcatori |  |

| Arbitro: | Trezzi (Milano) |

|             |           |               |
| Borello 89’ | Marcatori | 55’ Badini II |

| Arbitro: | Ricci (Modena) |

|             |           |                 |
| Grigoli 28’ | Marcatori | 7’, 19’ Rosetta |

| Arbitro: | Bistoletti (Milano) |

|                                         |           |                         |
| Cambiaso 16’ Carzino II 60’ Scevola 65’ | Marcatori | 18’ Borello 79’ Rosetta |

| Arbitro: | Venegoni (Legnano) |

|                                     |           |  |
| Rosetta 7’ Ardissone 29’ Gay II 85’ | Marcatori |  |

| Arbitro: | Grossi (Milano) |

|                             |           |  |
| Rampini II 2’ Ardissone 43’ | Marcatori |  |

| Mantova 14 gennaio 1923 10ª giornata | Verona             | 0 – 0 | Pro Vercelli | Campo Ippodromo Te\| Arbitro: \| Venegoni (Legnano) \| |
| Arbitro:                             | Venegoni (Legnano) |       |              |                                                        |

| Arbitro: | Galletti (Genova) |

|              |           |                      |
| Visconti 53’ | Marcatori | 17’, 63’, 67’ Gay II |

##### Girone di ritorno
| Arbitro: | Vagge (Genova) |

|                          |           |            |
| Ardissone 42’ Gay II 59’ | Marcatori | 82’ Falchi |

| Arbitro: | Vagge (Genova) |

|  |           |                                    |
|  | Marcatori | 16’ Zanello 36’ Rosetta 83’ Gay II |

| Arbitro: | Venegoni (Legnano) |

|                                |           |                  |
| Gay II 48’ Rampini II 58’, 75’ | Marcatori | 69’ Tornabuoni I |

| Arbitro: | Rangone (Alessandria) |

|                         |           |                                                |
| Cevenini III 44’ (rig.) | Marcatori | 2’, 22’, 41’ Rampini II 46’ Borello 83’ Gay II |

| Arbitro: | Bistoletti (Milano) |

|  |           |                          |
|  | Marcatori | 21’ Gay II 30’ Ardissone |

| Arbitro: | Pinasco (Sestri Ponente) |

|                |           |  |
| Rampini II 35’ | Marcatori |  |

| Arbitro: | Canestrini (Novara) |

|            |           |  |
| Parodi 34’ | Marcatori |  |

| Arbitro: | Olivari (Genova) |

|  |           |                |
|  | Marcatori | 35’ Rampini II |

| Arbitro: | Cattaneo (Milano) |

|  |           |                                                              |
|  | Marcatori | 9’ Gay II 32’ Ardissone 40’, 44’ Rampini II 67’, 68’ Borello |

| Arbitro: | Bistoletti (Milano) |

|                          |           |                 |
| Rampini II 5’ Gay II 10’ | Marcatori | 15’ Chiecchi II |

| Arbitro: | Panzeri (Milano) |

|                                           |           |  |
| Rampini II 20’, 72’, 88’ Zanello 52’, 57’ | Marcatori |  |

#### Finali Nord

##### Girone di andata
| Arbitro: | Venegoni (Legnano) |

|            |           |           |
| Rosetta 2’ | Marcatori | 78’ Catto |

| Arbitro: | Barnabò (Milano) |

|                                          |           |               |
| Fagiuoli 38’ Busini III 78’ Monti II 85’ | Marcatori | 53’ Ardissone |

##### Girone di ritorno
| Arbitro: | A. Gama (Milano) |

|           |           |  |
| Sardi 60’ | Marcatori |  |

| Arbitro: | Olivieri (Milano) |

|                                       |           |  |
| Rosetta 33’ (rig.) Ardissone 40’, 75’ | Marcatori |  |

## Statistiche

### Statistiche di squadra
| Competizione                  | Punti | In casa | In casa | In casa | In casa | In casa | In casa | In trasferta | In trasferta | In trasferta | In trasferta | In trasferta | In trasferta | Totale | Totale | Totale | Totale | Totale | Totale | DR  |
| Competizione                  | Punti | G       | V       | N       | P       | Gf      | Gs      | G            | V            | N            | P            | Gf           | Gs           | G      | V      | N      | P      | Gf     | Gs     | DR  |
| ----------------------------- | ----- | ------- | ------- | ------- | ------- | ------- | ------- | ------------ | ------------ | ------------ | ------------ | ------------ | ------------ | ------ | ------ | ------ | ------ | ------ | ------ | --- |
| Prima Divisione - girone A    | 36    | 11      | 10      | 1       | 0       | 24      | 4       | 11           | 7            | 1            | 3            | 25           | 10           | 22     | 17     | 2      | 3      | 49     | 14     | +35 |
| Prima Divisione - finali Nord | 3     | 2       | 1       | 1       | 0       | 4       | 1       | 2            | 0            | 0            | 2            | 1            | 4            | 4      | 1      | 1      | 2      | 5      | 5      | 0   |

### Statistiche dei giocatori
| Giocatore       | Prima Divisione | Prima Divisione |
| Giocatore       | Presenze        | Reti            |
| --------------- | --------------- | --------------- |
| M. Ardissone    | 23              | 8               |
| F. Borello      | 26              | 6               |
| P. Bossola      | 23              | 0               |
| U. Ceria        | 23              | 2               |
| M. Curti        | 21              | -15             |
| De Bianchi      | 2               | 0               |
| G. Gay (II)     | 24              | 11              |
| Lavarino        | 3               | 0               |
| Malinverni      | 1               | 0               |
| R. Milano       | 24              | 0               |
| G. Parodi       | 23              | 1               |
| A. Perino (I)   | 23              | 0               |
| Perino (II)     | 5               | -4              |
| A. Rampini (II) | 17              | 15              |
| Romussi         | 3               | 0               |
| V. Rosetta      | 25              | 7               |
| M. Zanello      | 20              | 4               |